# Eduardo Sánchez Rugeles
Eduardo Sánchez Rugeles (16 de diciembre de 1977, Caracas, Venezuela) es un escritor y guionista venezolano. 

## Biografía

### Primeros años
Eduardo Sánchez Rugeles nació el 16 de diciembre de 1977 en Caracas, Venezuela. Su infancia fue tranquila y feliz.

### Formación académica
Estudió y se graduó como licenciado en Letras por la Universidad Católica Andrés Bello (2003) y en Filosofía por la Universidad Central de Venezuela (2005). Se desempeñó por algunos años como profesor de Educación Media. Diversos temas como la inseguridad y el costo de la vida lo llevaron a emigrar a Madrid, España, donde realizó dos maestrías: Estudios Latinoamericanos por la Universidad Autónoma de Madrid (2009) y Estudios Literarios por la Universidad Complutense de Madrid (2010). Se casó con Beatriz Castro Cortiñas.

## Trayectoria literaria

### Transilvania unplugged
Finalista del Premio Iberoamericano de Novela Arturo Uslar Pietri (2010), Transilvania unplugged versa de la migración de dos jóvenes amigos venezolanos, José Antonio y Emilio, hacia Rumania. Mientras que Emilio decide impartir un curso de cocina apoyado por la Unión Europea, José Antonio insiste en ser escritor. La narración se torna en novela negra al surgir un pasado lleno de intrigas relacionadas con el régimen del líder comunista rumano, Nicolae Ceusescu, y Luzny Hervazy.
El tema del exilio se presenta centrado en la angustia personal y líneas políticas. Se presenta lo que Laura Chirinos denomina en «Aproximación hermenéutica a las migraciones literarias de “Transilvania Unplugged” y “Liubliana” », la huida dionisia, la inferioridad edípica y lo prometeico; es decir, la migración sin propósito verdadero y de líneas difusas, que no parece decisión propia, el ceder su poder e identidades a otras culturas y el conflicto con recaer en lo propio nacional y herirlo, respectivamente.
El género se pasea entre la novela negra y el film noir, la telenovela y la parodia. Además, contiene un constante juego autorreferencial en varios niveles y otro metaliterario.
Participó en el concurso Arturo Uslar Pietri y obtuvo una mención especial, la primera obra del autor.

### Blue Label/Etiqueta Azul
Blue Label/Etiqueta Azul es una novela que gira en torno al viaje de Eugenia Blanc, una joven caraqueña, que tiene la convicción de graduarse de bachiller para luego irse definitivamente de Venezuela. Por ello, junto a Luis Tévez, su compañero de clases, deciden emprender un viaje a Altamira de Cáceres, con el motivo de encontrar al abuelo de Eugenia, aquel que puede facilitarle la salida del país. Los jurados del Premio Iberoamericano de Literatura “Arturo Uslar Pietri” mencionaron: «Consideramos que esta novela se destaca por su captación y representación del habla y la mentalidad juvenil caraqueña de clase media, por la construcción de la protagonista femenina, por su estructura de relato de viaje con pruebas iniciáticas y por su acertado acercamiento diagonal a la situación venezolana actual desde el desencanto y la confusión».
Es una novela que retrata el hastío y desasosiego de una generación, gracias a la situación política y social. Lo que se traduce a una decadencia y desgaste en el lenguaje y los referentes de la obra. Se observa un cruce de diversas fronteras: las geográficas dentro del texto, de Caracas al interior de Venezuela y de Venezuela a España, así como las de tipo lingüístico, así, la alternancia entre el español y el inglés, lo que es observable desde el título. Igualmente ocurre entre la lengua literaria y le jerga juvenil. Además, la frontera entre medios, el hilo narrativo se entreteje con el álbum Blonde on Blonde de Bob Dylan (1966), una banda sonora interna que complementa y sostiene a la historia.
Recibió en 2010 la única edición del Premio Iberoamericano de Literatura “Arturo Uslar Pietri”, con una bolsa de 12.500 dólares y la publicación con la editorial Libros de El Nacional.
También en 2010, Blue Label/Etiqueta azul sería la finalista en el Premio de la Crítica a la Novela. Durante 2011, se publica en Ediciones B Venezuela una recopilación de textos que Sánchez Rugeles había publicado, durante 2007 y 2010, en el portal Relectura.

#### Dirección opuesta
El autor también desempeñó el oficio de guionista por primera vez en una adaptación cinematográfica de su obra Blue Label/Etiqueta azul. La película, titulada Dirección Opuesta, estuvo a cargo de la dirección de Alejandro Bellame. Se presentó por primera vez en Festival Cinequest de California. Su trabajo empezó en 2012 y fue terminada en 2018, la pandemia de la Covid-19 no ha permitido el estreno de esta.

### Los desterrados
Los desterrados recoge diversos textos publicados en el portal Relectura bajo el seudónimo de Lautaro Sanz, guiño al escritor latinoamericano Roberto Bolaño. Luis Yslas califica a la antología como parte de un género “apátrida”, son textos que entrecruzan las fronteras entre la crónica, el ensayo, lo humorístico y la invención.
El personaje principal, del mismo nombre que el escritor, termina encontrando diversos manuscritos y textos de grandes autores venezolanos con un giro estrambótico, como aquel que revela que Cabrujas es el creador de los «Teletubbies». La novela juega con los símbolos de la identidad nacional venezolana.
Por otra parte, Los desterrados proyecta una mirada amplia y cercana sobre un país, desde la mirada de personas desplazadas. Sus hilos temáticos conectan con sus obras anteriores. Patricia Valladares-Ruiz lo describió como «la coda de una trilogía». Los diversos textos, híbridos genéricos, exploran el desencanto, desarraigo, el impedimento de la creación de una identidad hegemónica en estos tiempos porosos, no de manera tajante, más bien, en tensión con el amor patrio y el cuestionamiento de estos «venetemas». En dichas crónicas, el tono predominante es mordaz y sarcástico.

### Liubliana
Liubliana es una novela ganadora del Certamen Internacional de Literatura Letras del Bicentenario Sor Juana Inés de la Cruz, en 2011. y en 2012, ganadora del Premio de la Crítica de Venezuela. La novela es historia de amor trágica en una ciudad desconocida: Liubliana. El asesinato de un compañero de trabajo y el reencuentro con un amor de juventud prefiguran el hundimiento.
Se le otorga el Premio de la Crítica, porque, según el jurado ha señalado, que cumple con la mejor representación de la narrativa latinoamericana actual, considerando el uso de un estilo y lenguaje moderno para llevar al lector a entender el desencanto, la decadencia, el fracaso y la incertidumbre de toda una generación. Dicha generación, se refugia en los diversos límites que los rodean, la alienación sentimental, las fiestas y la urbanización. Presenta elementos y una fusión de diversos géneros como la narrativa policial, histórica, psicológica, política, romántica, erótica, humorística, etc.
Se le extendió la invitación para participar en el Festival Fábula Literaturas Mundiales en febrero de 2013. Liubliana contiene un soundtrack original compuesto por Álvaro Paiva. Héctor Torres ve en estas obras los temas del desencanto y la nostalgia durante las protestas de 2017 en Venezuela.

### Jezabel
La novela cuenta la reconstrucción que, muchos años después, Alain Barral (uno de los mejores amigos de la víctima), hace de los acontecimientos que precedieron al asesinato de Eliana Bloom, cuyo cuerpo fue hallado en su apartamento de Caracas con indicios de maltrato físico y violencia sexual. La narrativa se encuentra atravesada por la creciente violencia urbana venezolana, violencia que se justifica a través del hastío o la indiferencia de los personajes, tal como lo sostiene Alain Barral: «todos los lugares de la ciudad eran peligrosos y todas las personas que tropezamos en la calle podían tener la intención (manifiesta u oculta) de hacernos un daño irreparable. Estábamos condenados al hastío».
Inscrito en la novela corta por su brevedad, compleja trama accional y estructura temporal, de ritmo veloz, lo que, a su vez, caracteriza a su prosa policial. Dividida en tres secuencias tres secuencias: los hechos, sus antecedentes (y la adolescencia de los personajes) y la investigación y su desenlace, realizado en 2022. Por otra parte, el título alude a la historia bíblica de Jezabel, que en la tradición literaria y en el imaginario universal alude a la mujer fatal, una adúltera. El nombre revela la construcción del personaje principal, Eliana Bloom.
Durante 2013, presentó en la colección Vértigo de Ediciones B Venezuela su novela Jezabel. Sánchez Rugeles trabajó también en el guion de la adaptación cinematográfica de Jezabel, dirigida por Hernán Jabes.

### Julián
La novela sigue a Julián, un niño de nueve años que padece una rara enfermedad. Después de cierta noticia e influenciado por un amigo, decide rebelarse y emprender una aventura. La novela es una reinterpretación urbana del mito de Orfeo, todo desde la mirada de un niño caraqueño. El tono del libro es ligero y podemos ver varias de las líneas temáticas del autor: el amor, la muerte, el exilio y el desarraigo, presentadas desde la mirada de ingenuidad de un niño. Otro tema principal es el viaje, en el caso de Julián, un viaje urbano. Físicamente es un desplazamiento por Bello Monte y la Universidad Central de Venezuela, pero también vemos cómo sucede de manera interior con el cambio de perspectivas y visiones de los personajes. El libro se encuentra acompañado por ilustraciones de Gerald Espinoza.

### 26: vida de Luis Alberto
En 26: Vida de Luis Machado, Sánchez Rugeles es el vocero de la familia Machado Valdez. Crea una obra que invita a la reflexión e inmortaliza la vida Luis Alberto, quien muere en un trágico accidente de tránsito durante las protestas antigubernamentales. La reflexión gira en torno a la soledad, la pérdida, la añoranza, el desasosiego, la melancolía y el desgarramiento. El libro se aleja un poco del relato y se adentra a en una especie de biografía novelada o memoria ensayística.

### Las consecuencias
Trabajó con Claudia Pinto, directora de La distancia más larga, en un film de nombre Las consecuencias. La película ganó Eurimages Coproducción y, además, el proyecto logró el Premio Eurimages al Desarrollo en el Foro de Coproducción del Festival de San Sebastián (2017).

### El síndrome de Lisboa
La novela  ha sido publicada de forma independiente por Amazon y alcanzó los 25 primeros lugares de ventas en la categoría de novela hispanoamericana. El síndrome de Lisboa es casi una distopía, ubicada en un ambiguo presente – futuro. Un cataclismo ha ocurrido y Lisboa, la capital de Portugal, ha quedado devastada. Esta trama se envuelve con la incertidumbre de la situación venezolana. Fallos en la tecnología y las comunicaciones. Información fragmentaria, contradictoria y especulativa. Es también sobre la educación y el estudiantado en la posición deplorable de un país en hundimiento. Mediante dos de los personajes, el profesor y el viejo Moreira se forma un diálogo entre la literatura portuguesa y la venezolana. El tono apocalíptico es justificable como reflejo de la crisis humana que encontramos en el ambiente venezolano.
El autor publicó en Amazon su última novela, El síndrome de Lisboa. Eduardo Sánchez Rugeles comentó que su relación con las editoriales españolas ha sido difícil.

## Vida personal
Sánchez reside en Madrid, España desde 2007. Fue ganador del Premio Iberoamericano de Literatura Arturo Uslar Pietri con Blue Label/ Etiqueta azul (2010). Eduardo es nieto del poeta y periodista venezolano Manuel Felipe Rugeles.

## Obra

### Novela
- Blue Label/Etiqueta Azul. (2010). Premio Iberoamericano de Novela Arturo Uslar Pietri[2] y finalista del Premio de la Crítica de Venezuela.[35]
- Transilvania, unplugged (2011). Finalista Premio Iberoamericano de Novela Arturo Uslar Pietri,[36]
- Liubliana. (2011). Primer lugar mención novela. Certamen Internacional de Literatura Letras del Bicentenario, Sor Juana Inés de la Cruz.[16] y Premio de la Crítica de Venezuela, 2012.[17]
- Jezabel (2013).
- Julián (2014).
- 26: vida de Luis Alberto (2018).
- El síndrome de Lisboa (2020).

### Guion
- Dirección Opuesta, 2019
- Jezabel, 2022
- Las consecuencias, 2021

## Distinciones
- Premio Iberoamericano de Novela Arturo Uslar Pietri, 2010
- Finalista del Premio de la Crítica de Venezuela, 2010
- Finalista Premio Iberoamericano de Novela Arturo Uslar Pietri, 2010
- Primer lugar mención novela, Certamen Internacional de Literatura Letras del Bicentenario, Sor Juana Inés de la Cruz, 2011
- Premio de la Crítica de Venezuela, 2012